# گریت برک‌هیل
گریت برک‌هیل (به انگلیسی: Great Brickhill) یک روستا و محله مدنی در بریتانیا است که در الزبری ول واقع شده‌است. گریت برک‌هیل ۸۱۷ نفر جمعیت دارد.